# ユーロライナー (鉄道車両)

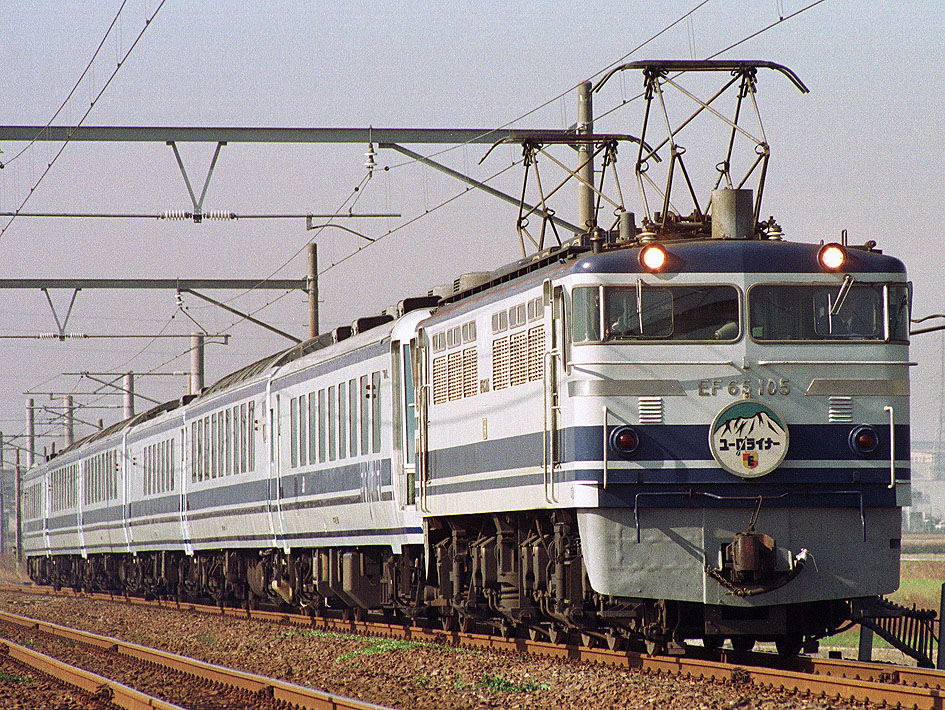
専用機関車EF65 105牽引「ユーロライナー」

ユーロライナーは、日本国有鉄道（国鉄）が1985年（昭和60年）に改造製作し、1987年（昭和62年）4月の国鉄分割民営化後は東海旅客鉄道（JR東海）が2005年（平成17年）まで保有していた欧風客車で、ジョイフルトレインと呼ばれる車両の一種である。

## 概要
東京南鉄道管理局の「サロンエクスプレス東京」、大阪鉄道管理局の「サロンカーなにわ」に続く国鉄3本目の欧風客車として、名古屋鉄道管理局向けとして登場した。
1983年4月に登場した展望室付き和式客車の次としてNEXT和式プロジェクトとして始まり、サンライトプロジェクト として12系客車を改造して製作された。1984年12月から名古屋工場で改造に着手し、翌年8月に完成した。
ジョイフルトレインでは初めて、客車と同じカラーリングにした専用の牽引機関車が用意され、以降各地のジョイフルトレインでも専用機を用意する編成が登場するようになった。
愛称の「ユーロライナー」は名古屋鉄道管理局の公募による。改造費は総額2億5,000万円。

## 車両
シンプルで透明感、開放感のあるデザインを基本としており、車体塗装はライトブルーイシュグレー（明るい青色がかった灰色）地にウルトラマリーン（群青色）の帯を車体側面上部・窓下（大・小の2本）・裾の計4本配している。展望車には矢と盾をイメージした「EUROLINER」のロゴを入れている。登場当時は展望車側面の展望窓と客室窓の間に、特急形電車と同様のステンレス切抜きのJNRマークを掲出していた。その後分割民営化時に撤去され、代わりに白抜きのJRマークが、展望車窓下の太い帯の中（乗務員室側から2番目の客室窓の位置）に追加された。

### 編成
編成は以下の7両で構成される。（ ）内は旧番号。
- 1号車：スロフ12 701（スハフ12 15） - 展望車
- 2号車：オロ12 701（オハ12 147） - 個室車
- 3号車：オロ12 702（オハ12 148） - 個室車
- 4号車：オロ12 703（オハ12 157） - カフェラウンジ車
- 5号車：オロ12 704（オハ12 150） - 個室車
- 6号車：オロ12 705（オハ12 186） - 個室車
- 7号車：スロフ12 702（スハフ12 22） - 展望車

定員はカフェラウンジ車を除き各車両とも30人（カフェラウンジ車は営業定員外だが、車体標記には座席数の17人と記載されていた）。全車両ともグリーン車扱いとなる。展望車とカフェラウンジ車はトイレ・洗面所を撤去しているため、個室車はトイレ・洗面所を外側に向け背中合わせに連結されている。カフェラウンジ車は機能的にも簡易食堂車であり、本来であれば形式は食堂車を表す「オシ」となるところだが、「オシ」という形式にはされず、他の車両と同様に「オロ」という形式でかつ他の車両の追番となった。

### 個室車
6人部屋と4人部屋を交互に3室ずつ設けており、どの個室内も靴を脱いで上がるカーペット敷きの構造となっている。
透明感・開放感を強調するため、改造前に比べ屋根高さを上げて天井を高くし、屋根部には天窓を設け、側面窓も上下1,010mm×左右1,310mmに拡大され、固定窓となっている。
6人部屋は側面に窓・天窓を2枚ずつ割り付けた前後幅3,120mm、横幅2,020mmの応接間スタイルの部屋となっており、座席はクッションを置いた向かい合わせのソファシートとしている。4人部屋は側面に窓・天窓を1枚ずつ割り付けた前後幅2,150mm、横幅2,020mmの部屋となっており、座席は肘掛けのついたリクライニングシートとしている。
各部屋ごとにビデオモニター、オーディオ機器、冷暖房制御盤を設置している。カーステレオタイプのカセットデッキが各個室にあるのが特徴で、国鉄・JRを通じ個別にソフトを持ち込んで流せる唯一の車両である。天窓を設置したため荷物棚は省略し、座席の下に荷物収納箱を、天井部に小物入れを設けている。また各部屋とも部屋上部に折り畳み式の簡易寝台と着脱式のハシゴを設置しており、4人室は座席部分と簡易寝台に、6人室では残り2名がカーペット敷きの床で寝る構造となっている。このほか、冬場のスキー臨時列車でも使用するため、側廊下の個室仕切り壁をくぼませたスキー入れを設置している。
本車では、種車の車体をほとんど用いず、台枠から上の車体を新造している。そのため、車体断面は14系寝台車などと同等の車両限界を一杯に使った大型断面となっている。外観上では、側面窓が固定窓となり、出入口が側面1か所のみとなっているほか、屋根高さが拡大されたため、冷房装置は従来の分散式冷房装置を用いず、屋根両端部に寝台車用の準集中方式AU76形冷房装置を設置した。暖房装置は従来の電気暖房に代わり温風暖房としている。

### 展望車

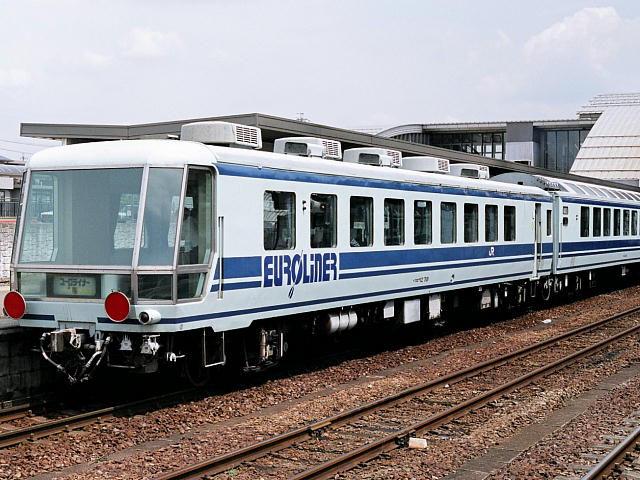
展望車

展望車は従来のスハフ12形の乗務員室側連結面を内側に向け、従来の連結面側の端部を切り落として展望室部分を接合。サロンカーなにわと同様に元のドア部分に配電盤を移設している。
展望室は遠州鉄道1000形電車からデザインを取り入れた物で、前面、側面とも下部に至るまで大部分がガラス張りとなっており、室内には大き目の可動式スツールが置かれている。展望室以外の部分は一方に1人掛け、他方に2人掛け座席を配した横3列配置のリクライニングシートが互い違いに配置されている。このリクライニングシートもサロンカーなにわと同様に前後の向きを変えるだけでなく、45度ごとに固定することが可能となっている。
展望車では原形とは異なるが窓上に荷物棚を設置しているほか、天井にはビデオモニターを設置しており、窓は固定窓となっている。天井高さは従来のままで、冷房装置も従来のAU13形分散式冷房装置をそのまま使用している。連結面側を切断したためトイレ・洗面所はなくなり、出入口も側面1か所のみとなっている。暖房も従来通り電気暖房としているが、展望室部分には温風暖房を新設している。

### カフェラウンジ車

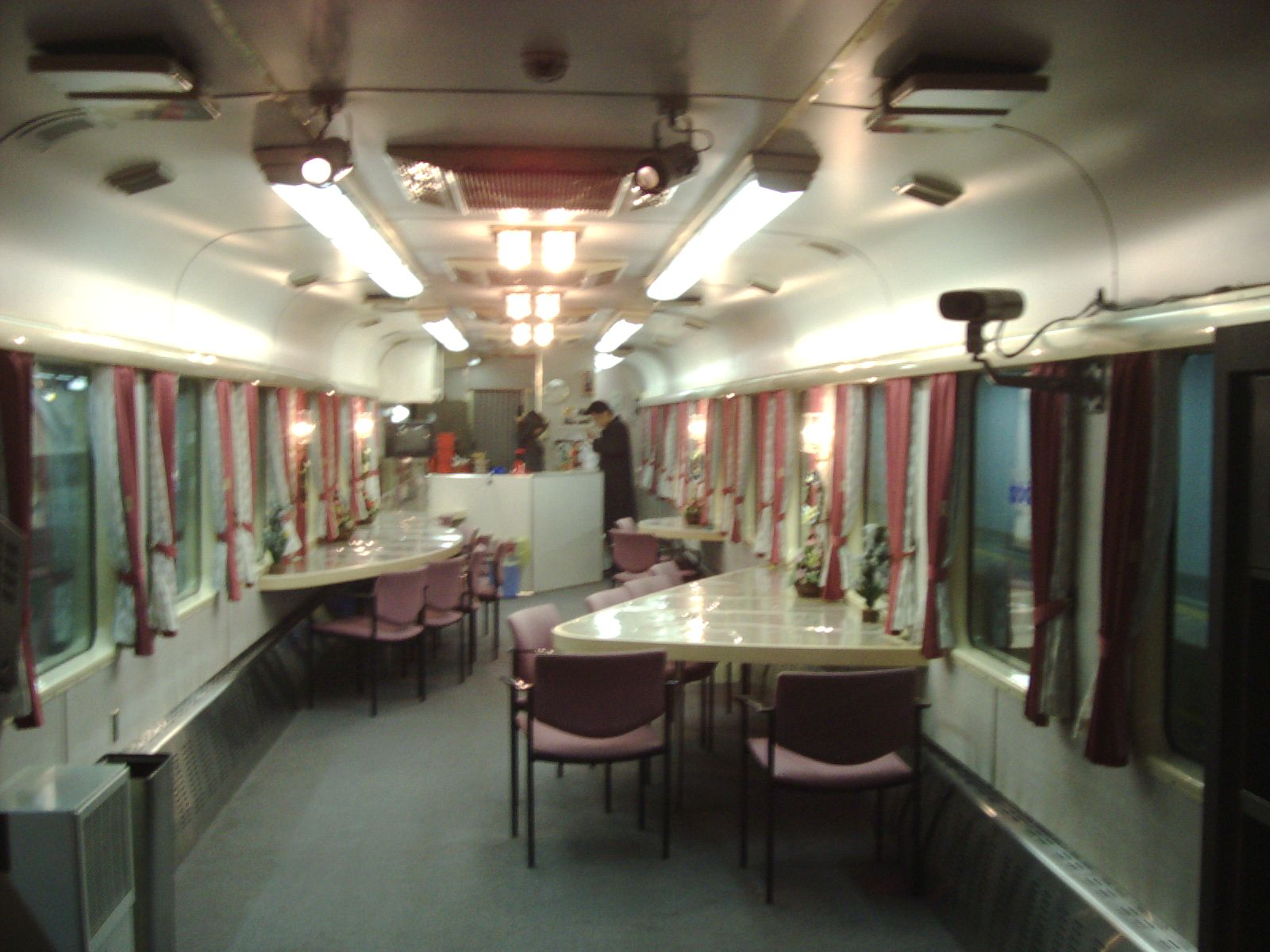
カフェラウンジ車内部

カフェラウンジ車は乗客全員が自由に利用できる営業定員外のスペースで、テーブルと椅子を窓側に向けて並べたビュフェとし、一端に調理作業用のカウンターを置き、他の一端はCD方式のカラオケステージを備えたミニホールとしている。他車同様出入口は側面1か所のみとし、別に外部からカウンター内に出入りするための業務用出入口を設けている。窓は固定窓に改造され、トイレ・洗面所は撤去された。冷暖房装置は従来通りである。
カフェラウンジ車から撮影した映像を他車のビデオモニターに向けて放送することが可能となっている。また音楽ソフトなどを流す音声回線も含めてステレオ回線となっているため、他の欧風客車がモノラル6チャンネルなのに対し、ユーロライナーのみステレオ3チャンネルとなっている。

## 専用機関車
「ユーロライナー」の営業運転にあたり、電気機関車・ディーゼル機関車各1両を「ユーロライナー」専用機関車として塗り替えることとなり、稲沢機関区に所属していた電気機関車EF64 66とディーゼル機関車DD51 592の2両が鷹取工場で専用塗装に変更された。
その後、分割民営化後にEF65 105・106・112の3両、DD51 791・1037、EF64 35が専用塗装に変更され、最終的には3形式8両がユーロライナー色に変更された。このうち最初に登場したDD51 592は国鉄分割民営化直前の1987年2月に廃車となり、わずか1年半ほどで専用機の任を解かれている。

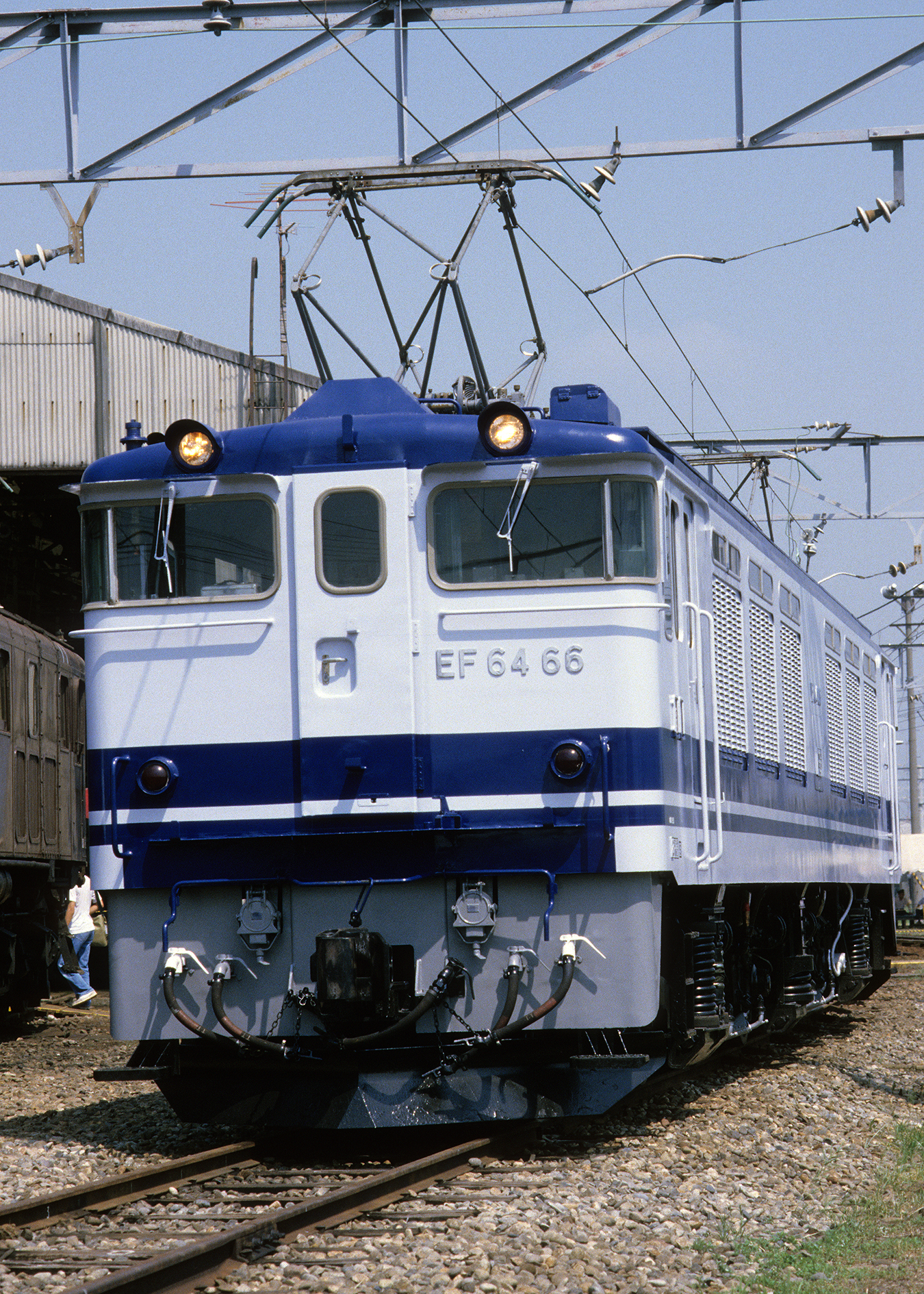
EF64 66
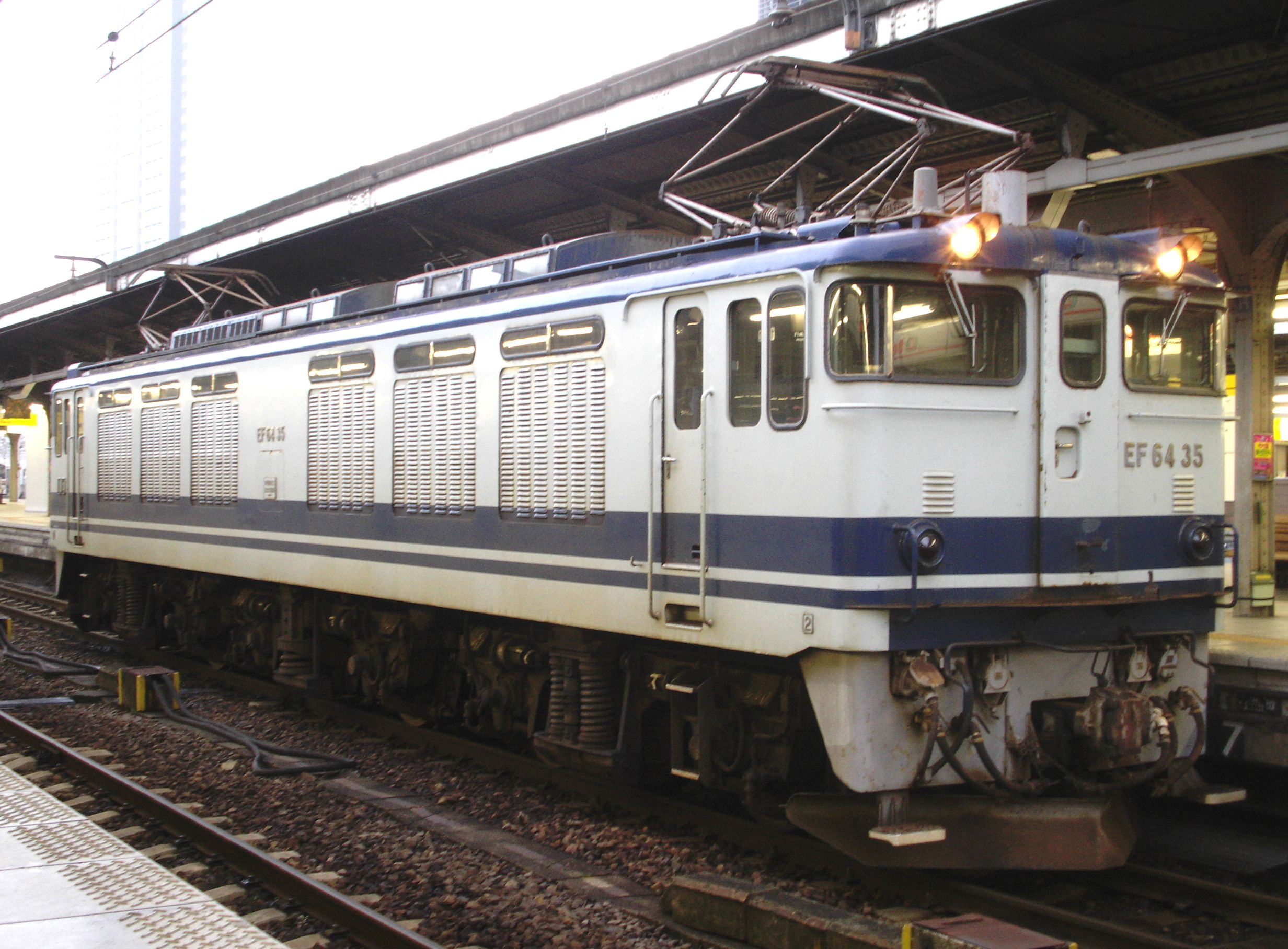
EF64 35
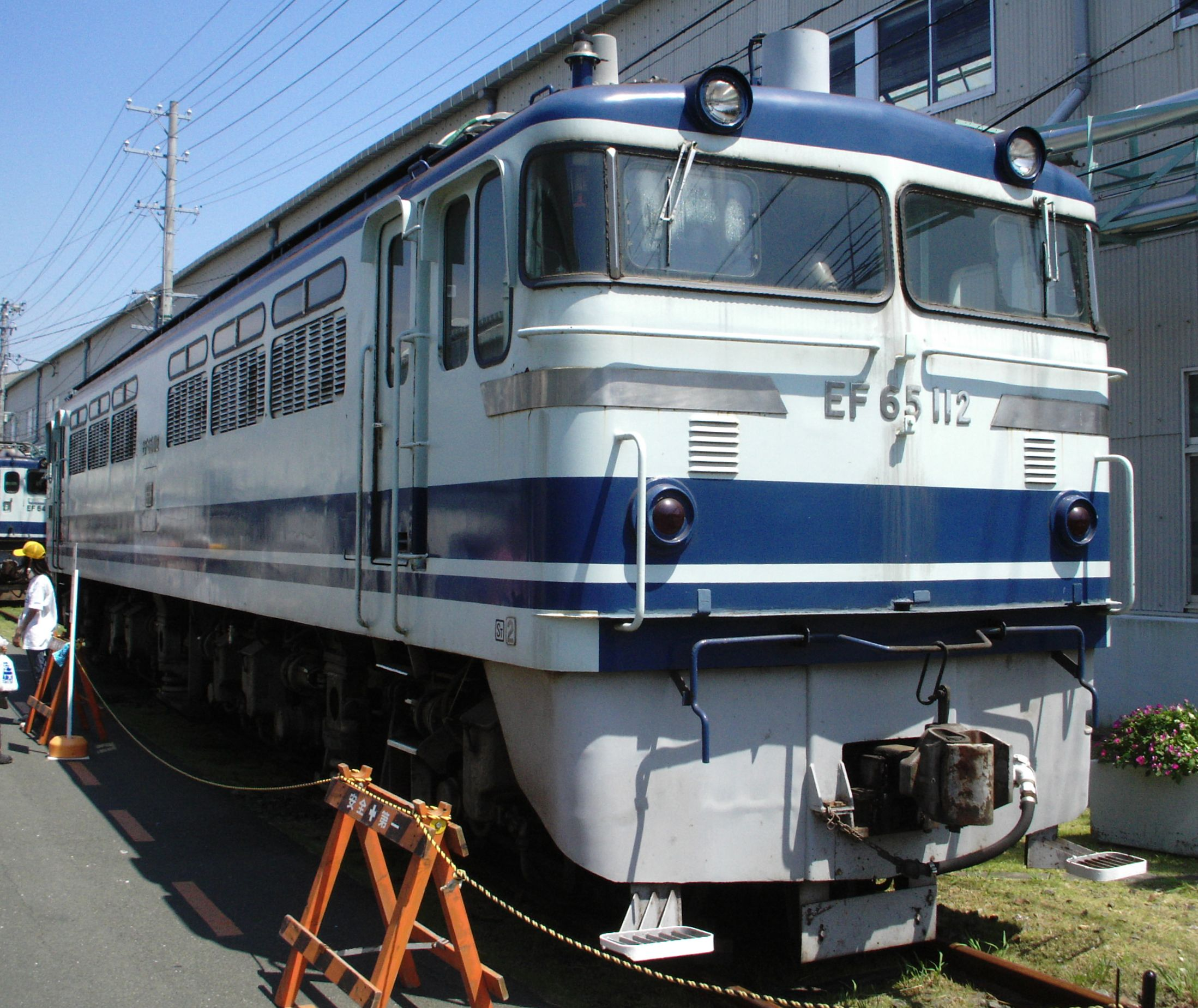
EF65 112
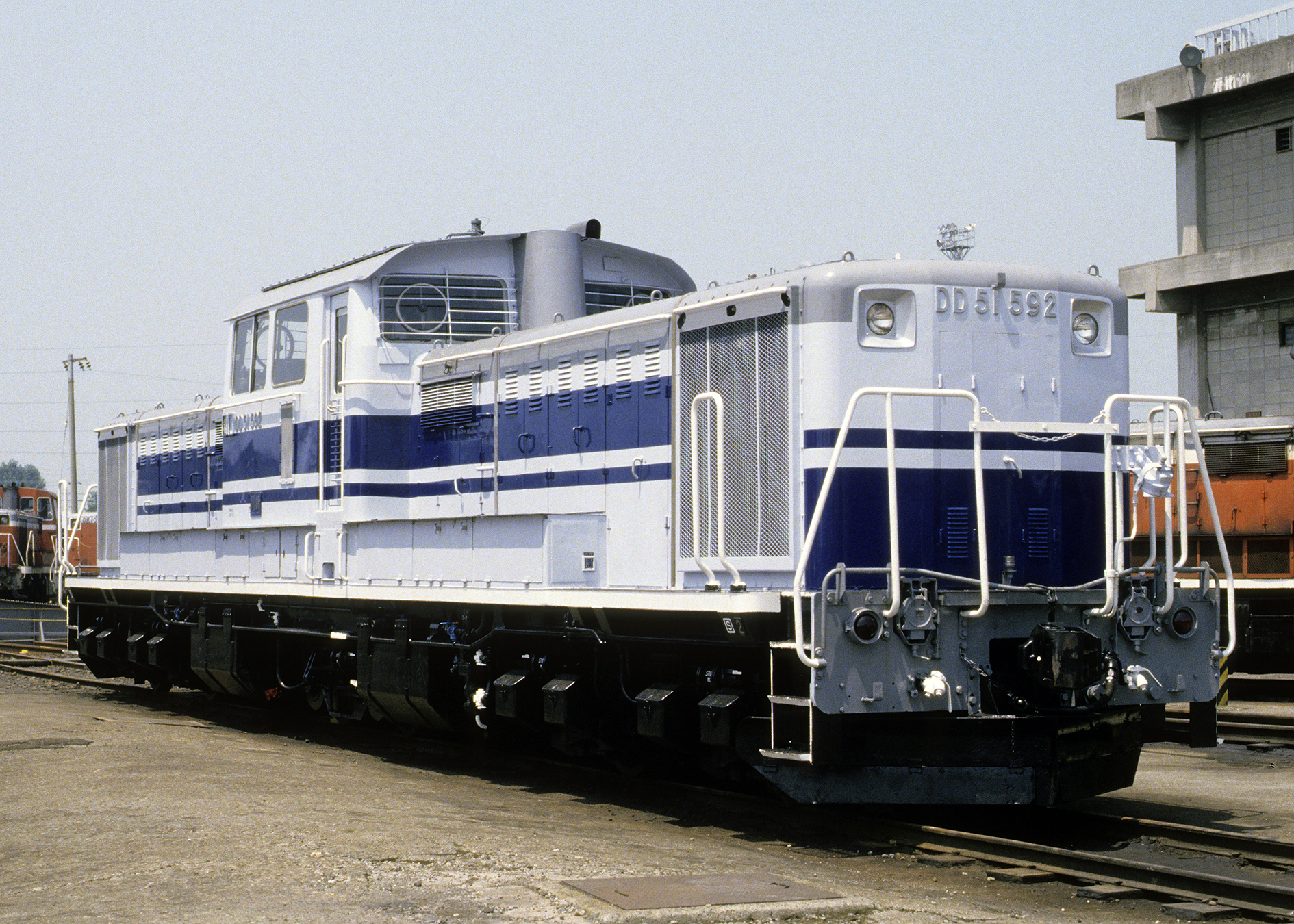
DD51 592
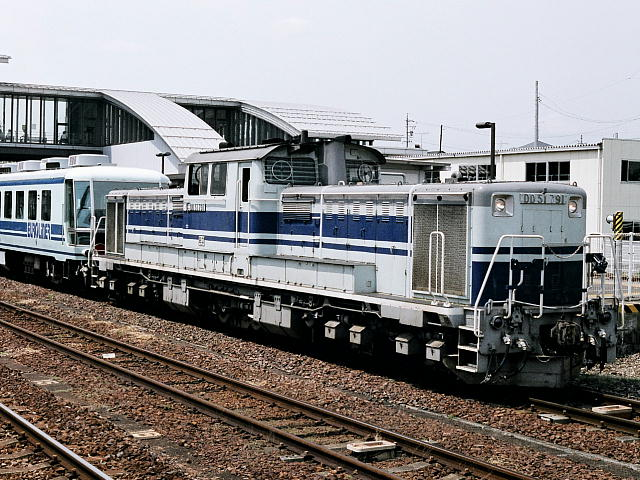
DD51 791

## 運用
1985年8月24日に名古屋駅で出発式を行い営業運行を開始した。当初は団体臨時列車のほか臨時特急「金星」や臨時急行「赤倉」などにも使用された。団体臨時列車、イベント列車のほか、「カートレインユーロ名古屋」「シュプールユーロ赤倉・志賀」などの一般臨時列車にも用いられた。なお「カートレインユーロ名古屋」では個室車のみを使用するため、同時期に運転される臨時特急・急行列車では展望車のみを他の客車と連結して運用された。
団体専用列車においてもフル編成7両のみならず、他車種との混結や3 - 5両の短編成を組むなど、多様な団体ニーズに合わせて用いられた。特に有効長が短い飯田線での団体専用列車では個室車をすべて外した3両編成で運用されたこともある。
JR東海移行後は本編成併結用として、14系座席車のスハフ14形1両、オハ14形4両、オハフ15形1両が同様の塗装になり、座席交換の上シートピッチ拡大し、700番台に改番の上「ユーロピア」と称された。但し末期には電源エンジン故障が多発したため、ノーマルのスハフ14 5を塗装変更のみで増結していた。
（ ）内は旧番号。
- スハフ14 701（スハフ14 42）
- オハ14 701（オハ14 3）
- オハ14 702（オハ14 4）
- オハ14 703（オハ14 115）
- オハ14 704（オハ14 116）
- オハフ15 701（オハフ15 30）

また、カートレイン用の自動車積載車としてマニ44形8両も同様の塗装に変更された。臨時列車の縮小やJR東海における機関車牽引列車の縮小により運用が減少し、老朽化が進んだこともあり、2005年3月21日の運転限りで廃車となった。これによりJR東海のジョイフルトレインは全廃となった。

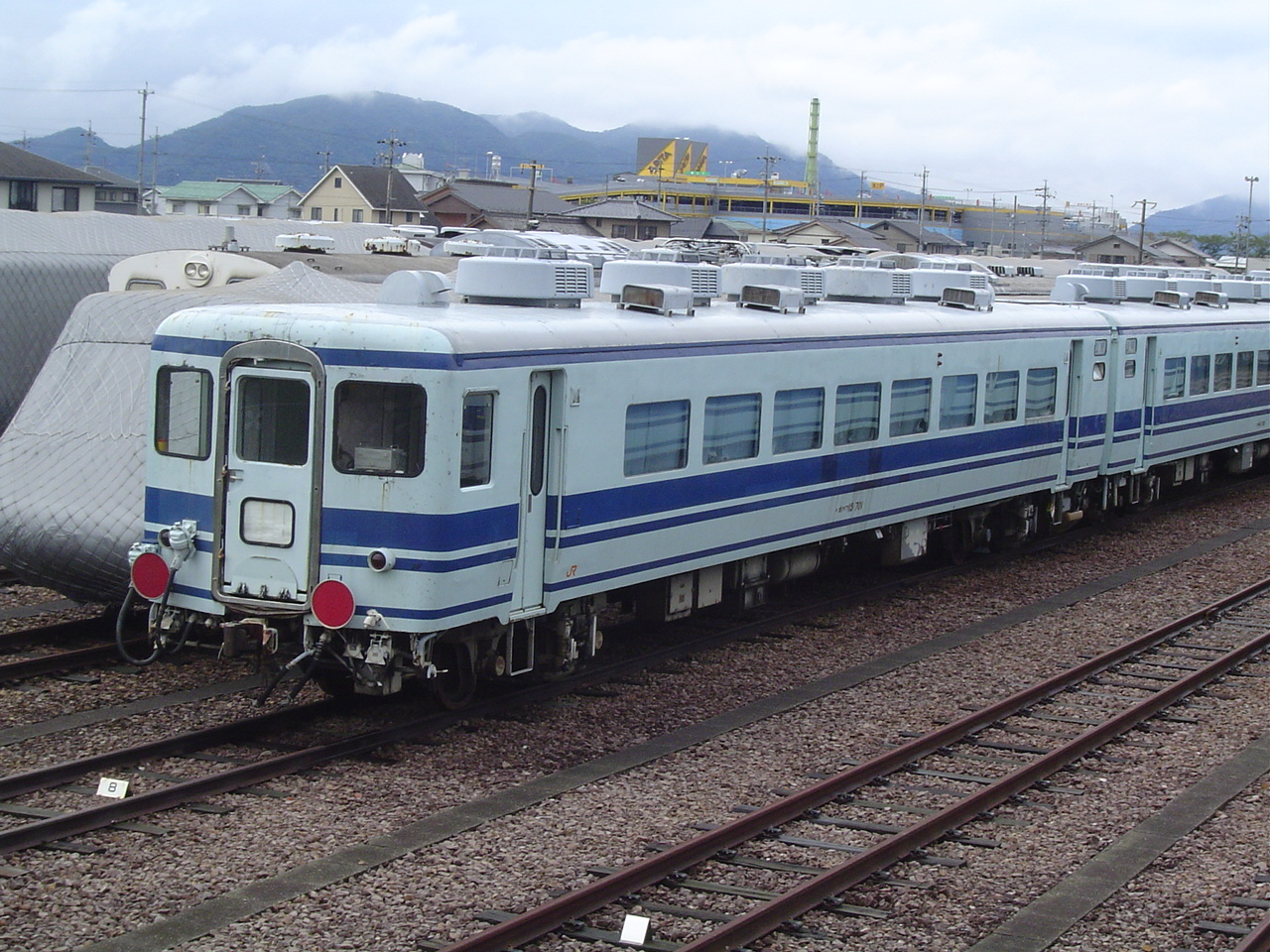
オハフ15形
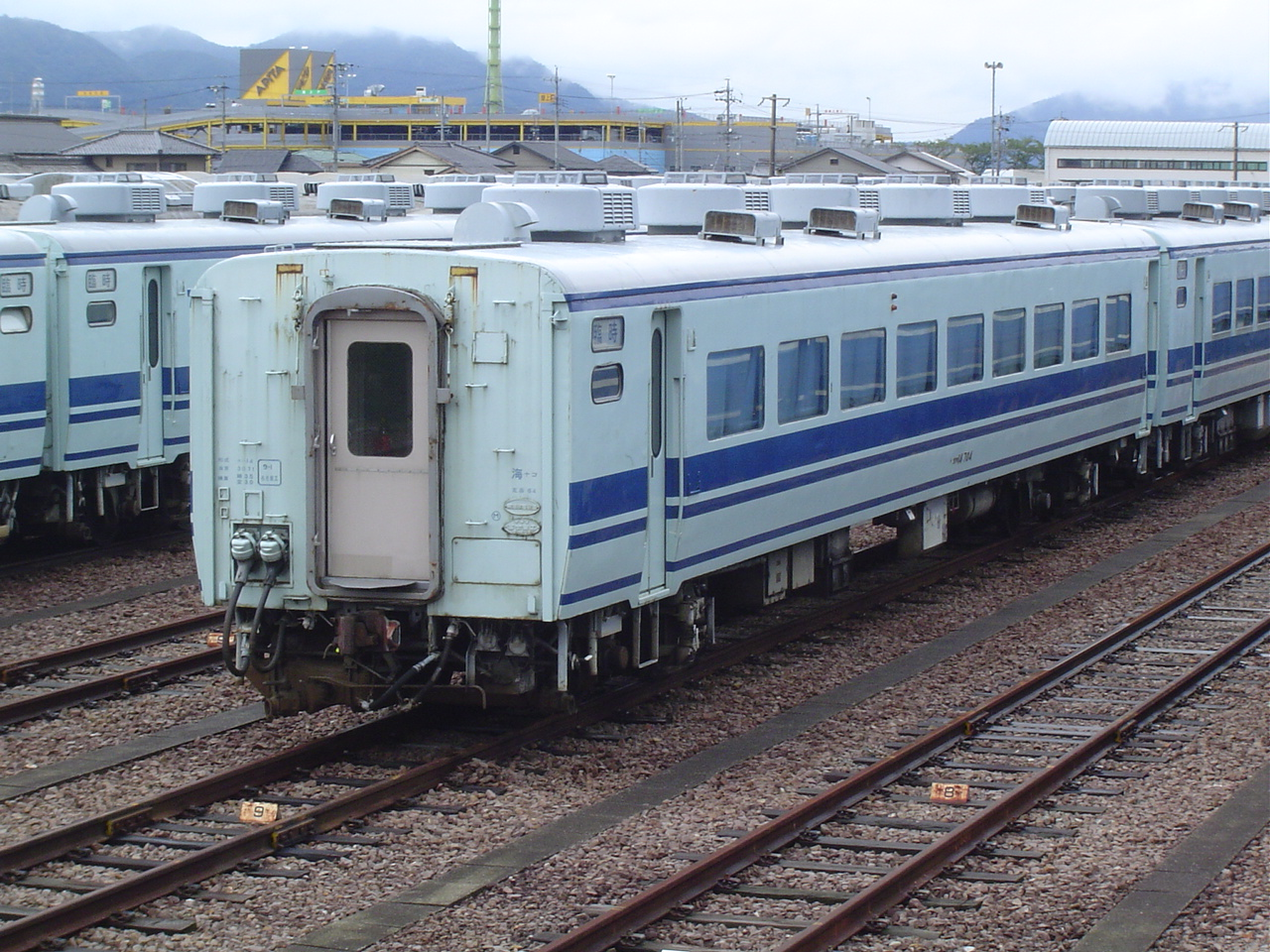
オハ14形
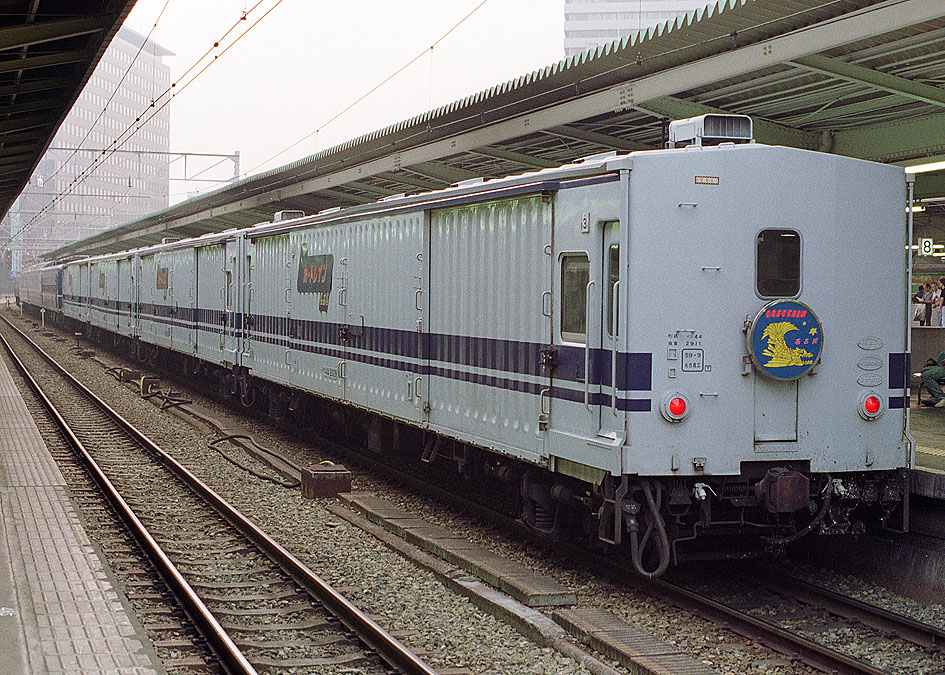
マニ44形